# Yurika Nakamura
Yurika Nakamura (Japans: 中村 友梨香; Nakamura Yurika) (Fukuchiyama, 1 april 1986) is een Japanse langeafstandsloopster.
In 2006 werd Yurika Nakamura zevende op het WK op weg in Debrecen. Met een tijd van 1:05.36 hielp ze Japan aan een bronzen medaille in de landenwedstrijd. In 2008 behaalde ze haar grootste prestatie door als debutante de marathon van Nagoya te winnen in 2:25.51. Ze kwalificeerde zich hiermee voor de Olympische Spelen van 2008 in Peking. Op de Spelen werd ze dertiende in 2:30.19.
Ze groeide op in Nishinomiya en is aangesloten bij het team van het warenhuis Tenmaya.

## Persoonlijke records
| Onderdeel      | Prestatie | Datum             | Plaats    |
| -------------- | --------- | ----------------- | --------- |
| 3.000 m        | 9.28,53   | 22 september 2002 | Wakayama  |
| 5.000 m        | 15.21,92  | 8 december 2007   | Himeji    |
| 10.000 m       | 31.14,39  | 15 augustus 2009  | Berlijn   |
| 10 km          | 32.17     | 8 oktober 2006    | Debrecen  |
| 15 km          | 48.52     | 8 oktober 2006    | Debrecen  |
| 20 km          | 1:05.36   | 8 oktober 2006    | Debrecen  |
| halve marathon | 1:10.03   | 12 maart 2006     | Yamaguchi |
| 30 km          | 1:45.23   | 9 maart 2008      | Nagoya    |
| marathon       | 2:25.51   | 9 maart 2008      | Nagoya    |

## Palmares

### 5000 m
- 2009: 12e WK - 15.13,01
- 2010: 5e Japanse kamp. - 15.46,19

### 10.000 m
- 2008:  Hyogo Relays in Kobe - 31.31,95
- 2009:  Hyogo Relays in Kobe - 32.13,89
- 2009: 7e WK - 31.14,39

### 5 km
- 2004: 5e Himeji Castle - 16.32
- 2007: 5e Miyazaki - 15.56
- 2008:  Miyazaki Women's - 15.45

### 10 km
- 2009:  Bolder Boulder - 33.28

### 20 km
- 2006: 7e WK in Debrecen - 1:05.36

### halve marathon
- 2005:  halve marathon van Okayama - 1:11.18
- 2006:  halve marathon van Yamaguchi - 1:10.03
- 2006: 4e Philadelphia Distance Run - 1:11.20
- 2007:  halve marathon van Albuquerque - 1:12.59,9
- 2007: 39e WK in Udine - 1:13.13
- 2007:  halve marathon van Okayama - 1:10.23
- 2009:  halve marathon van Yamaguchi - 1:10.00
- 2009:  halve marathon van Sapporo - 1:09.20
- 2009: 11e WK in Birmingham - 1:10.19
- 2011:  halve marathon van Virginia Beach - 1:12.10

### marathon
- 2008:  marathon van Nagoya - 2:25.51
- 2008: 13e OS in Peking - 2:30.19
- 2010: 7e Boston Marathon - 2:30.40

### veldlopen
- 2005: 15e WK junioren in Saint Galmier - 21.43